# Conjunción inferior
Cuando varios planetas se encuentran aparentemente en el mismo azimut, se dicen que están en conjunción. 
Si está implicado el Sol se llama conjunción solar. 
Para los planetas interiores, que son los que están dentro de la órbita de la Tierra, es decir Mercurio y Venus, existen dos conjunciones: la superior y la inferior. 
En la superior el planeta está detrás del Sol (visto desde la Tierra); en la inferior el planeta está delante del Sol. 
Un ejemplo, la conjunción solar inferior de Mercurio significa que la Tierra, Mercurio y el Sol están alineados. Mercurio está delante del Sol.